# Tiroteo del centro comercial de Burlington
El tiroteo en el centro comercial de Washington hace referencia a un incidente con arma de fuego en el que fallecieron 5 personas. 
El 23 de septiembre de 2016, 5 personas fueron asesinadas por un pistolero, quien ingresó al centro comercial Cascade en el estado de Washington, Estados Unidos. Usando un rifle robado, un hombre disparó contra varias personas antes de darse a la fuga. 
Un pistolero armado con un arma automática  ingresó al Centro Comercial  Cascade y asesinó en la sección de cosmética de la tienda Macy' s al menos a cuatro personas. Muchos clientes del centro comercial entraron en pánico antes de que el sitio fuera evacuado y acordonado. Al día siguiente, uno de los heridos falleció en el hospital, elevando el número total de víctimas mortales a cinco. El pistolero huyó de la escena y fue detenido en Oak Harbor, a cuarenta km, caminando ausente y no opuso resistencia.
Entre los muertos hay 1 hombre y 4 mujeres:
- Sarai Lara (16), estudiante de secundaria.
- Belinda Galde (64), trabajadora social.
- Beatrice Dotson (95), madre de Galde.
- Shayla Martin (52), dependienta y maquilladora en Macy' s.
- Chuck Eagan (61), mecánico aeronáutico. Malherido al huir intentando ayudar a su esposa, murió al día siguiente en el hospital.[2]

## Autor
Fue identificado como Arcan Cetin (20), ciudadano turco residente en EE. UU., que vivía en Oak Harbor donde trabajaba en una tienda de comestibles.  Nacido en Adana (Turquía), emigró de niño a EE. UU. cuando su madre se casó con un ciudadano estadounidense. Por amenazas a su padrastro, había sido detenido por violencia doméstica y perdido el permiso de armas. Se descartó la conexión con terrorismo yihadista El suceso ocurrió una semana después de otro ataque en un centro comercial, cuando un joven somalí de 22 años apuñaló a 9 personas en un centro comercial de Minnesota.